# Kolsnäs

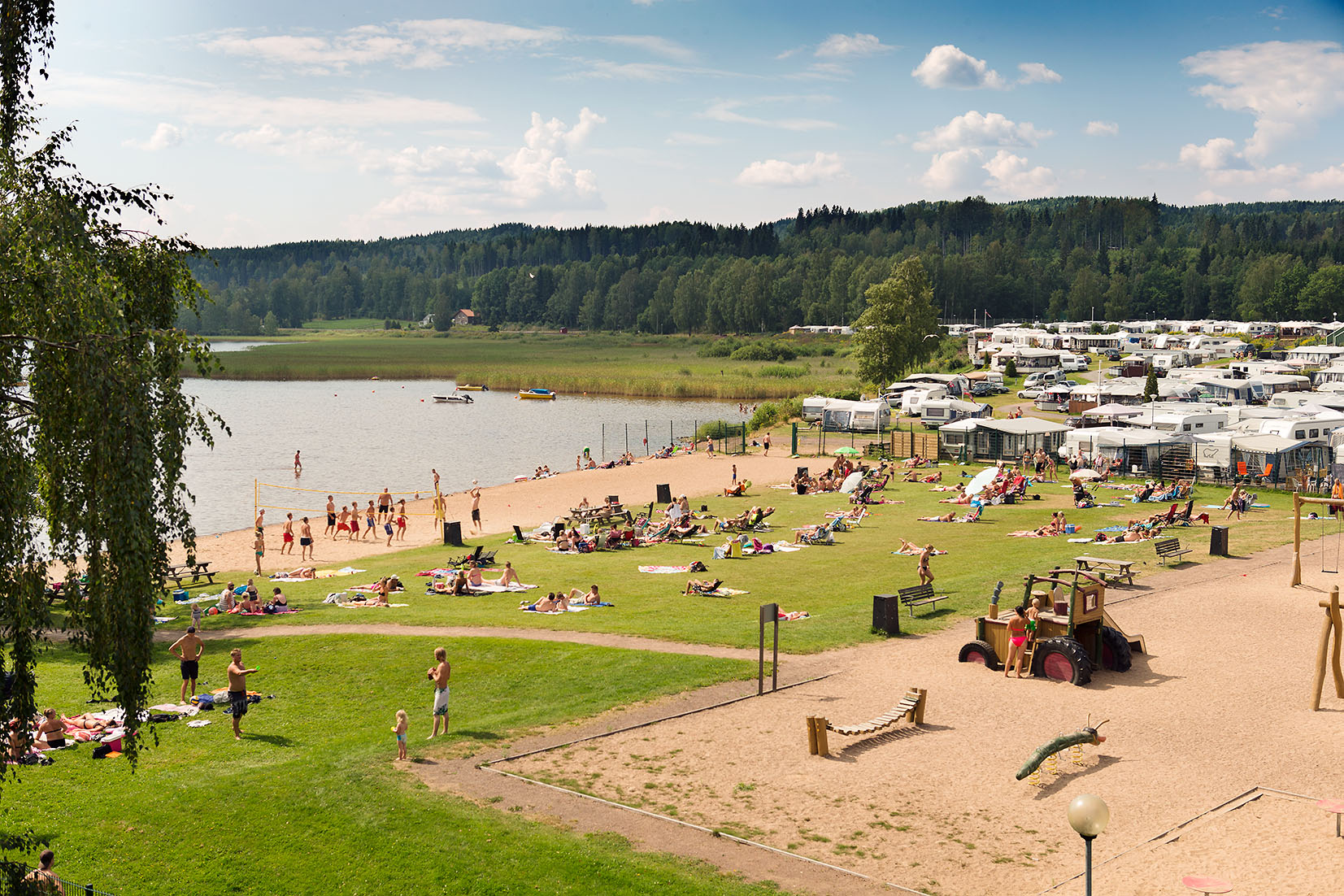
Kolsnäsbadet och Sunne Camping.

Kolsnäs är ett område i Sunne kommun beläget vid sjön Fryken cirka 1,2 km från Sunne centrum med närhet till Sundsbergs friluftsområde. Naturgeografiskt karaktäriseras området av Kolsnäsudden, en 300 meter lång halvö formad av en rullstensås som skjuter ut i vattnet söderut. Innanför udden finns den 200–300 meter breda Kolsnäsviken med en naturlig sandstrand, Kolsnäsbadet.
På krönet av åsen på Kolsnäsudden finns gravfält från 200–400 e.Kr. (järnåldern).
På Kolsnäsområdet finns camping, sommarland, restauranger, motionscenter, tennisbanor, bowlinghall och vandringsleder.  
I sommarlandet finns olika åkattraktioner, tillgång till motionssim samt andra aktiviteter.  Anläggningen invigdes 14 juni 2006 och är en av de stora turistattraktionerna i Sunne kommun.   
Sunne Camping heter den fyrstjärniga camping som ligger på Kolsnäsområdet. Campingen har öppet året runt och det finns även möjlighet att hyra campingstugor och självhushållsstugor. 
I anslutning till campingen ligger Kolsnäsparken. Från juni till augusti arrangeras där trubadur- och musikkvällar. Det är i Kolsnäsparken som den folkkära festivalen Fryksdalsdansen äger rum vecka 30 varje år. 